# Andy Patterson (componist)
Andy J. Patterson (Gordon, 20 februari 1929 – ?, 21 september 2005) was een Amerikaans componist, muziekpedagoog, dirigent en trompettist.

## Levensloop
Patterson studeerde aan de Hardin-Simmons Universiteit (HSU) in Abilene en behaalde aldaar in 1948 zijn Bachelor of Music. Vervolgens studeerde hij aan de Texas Christian University (TCU) in Fort Worth waar hij zijn Master of Music behaalde. Aan de Florida State University in Tallahassee promoveerde hij in 1969 tot Doctor of Musical Arts. Hij was een van de privé-studenten in Los Angeles bij Arnold Schönberg en ook van Ernő Dohnányi. Hij was als docent verbonden aan de Texas Christian University en aan de Florida State University. Verder was hij docent aan het Georgia Teachers College, vanaf 1959 voor 37 jaar aan de Hardin-Simmons Universiteit en aan de Florida A & M University in Tallahassee. 
Hij was eveneens dirigent van verschillende school harmonieorkesten. 
Als componist schreef hij werken voor diverse genres. Deze werden uitgevoerd in de Verenigde Staten, Canada, Europa, Brazilië en Australië. 

## Composities

### Werken voor harmonieorkest
- Cook it HOT our get out of the Kitchen, voor harmonieorkest
- Suite

### Oratoria
- Prayers, Prophecies, and Praises, oratorium (gecomponeerd ter gelegenheid van het 100-jarig jubileum van de Hardin-Simmons Universiteit in Abilene)

### Muziektheater

#### Musical
- Ragtown

### Vocale muziek
- 1951 I'm taking my audition to sing up in the sky - tekst: Warren Caplinger
- 1951 The Gossip song - tekst: Tommy Duncan (Thomas Duncan)
- 1986 The Animal cracker parade - tekst: Orlin Hammitt

### Kamermuziek
- 1981 Sonata nr. 1, voor hoorn en piano
- 1984 Sonata nr. 2, voor hoorn en piano
- 1985 Cor-tette, kwartet voor hoorns
- Sonare for Billy Harden, voor fagot en piano